# Кубок Испании по футболу 1982/1983
Кубок Испании по футболу 1982/1983 — 79-й розыгрыш Кубка Испании по футболу выиграла Барселона. Этот кубок стал двадцатым в истории команды.
Соревнование прошло в период с 15 сентября 1982 по 4 июня 1983 года.

## Результаты матчей

### 1/4 финала
| Команда 1       | Итог | Команда 2      | 1-й матч | 2-й матч |
| --------------- | ---- | -------------- | -------- | -------- |
| Атлетик Бильбао | 1:3  | Барселона      | 1:0      | 0:3      |
| Реал Вальядолид | 1:5  | Реал Сосьедад  | 1:0      | 0:5      |
| Реал Мадрид     | 4:2  | Севилья        | 2:1      | 2:1      |
| Эспаньол        | 1:3  | Спортинг Хихон | 1:0      | 0:3      |

### 1/2 финала
| Команда 1   | Итог | Команда 2      | 1-й матч | 2-й матч |
| ----------- | ---- | -------------- | -------- | -------- |
| Барселона   | 4:1  | Реал Сосьедад  | 2:0      | 2:1      |
| Реал Мадрид | 6:4  | Спортинг Хихон | 6:0      | 0:4      |

### Финал
| 4 июня, 1983                          | \| Барселона \| 2:1 \| Реал Мадрид \| \| Виктор Муньос 32′ · Маркос Алонсо 90′ \| Голы \| Сантильяна 50′ \| | Ла Ромареда, Сарагоса Зрителей: 34 000 |
| Барселона                             | 2:1 | Реал Мадрид                            |
| Виктор Муньос 32′ · Маркос Алонсо 90′ | Голы | Сантильяна 50′                         |